# Прва лига Румуније у фудбалу
Прва лига Румуније у фудбалу (рум. Liga I) је највише клупско фудбалско такмичење у Румунији, којим руководи Фудбалски савез Румуније.
Лига је основана 1909, а прва сезона је била 1909-10.

## Прваци по клубовима
Клубови чија су имена искошена су бивши клубови.
| Клуб                      | Број титула | Сезоне |
| ------------------------- | ----------- | --- |
| Стеауа Букурешт           | 27          | 1951, 1952, 1953, 1956, 1959/1960, 1960/61, 1967/68, 1974/1975, 1977/78, 1984/85, 1985/86, 1986/87, 1987/88, 1988/89, 1992/93, 1993/94, 1994/95, 1995/96, 1996/97, 1997/98, 2000/01, 2004/05, 2005/06, 2012/13, 2013/14, 2014/15, 2023/24 |
| Динамо Букурешт           | 18          | 1955, 1961/62, 1962/63, 1963/64, 1964/65, 1970/71, 1972/73, 1974/75, 1976/77, 1981/82, 1982/83, 1983/84, 1989/90, 1991/92, 1999/00, 2001/02, 2003/04, 2006/07                                                                             |
| КФР Клуж                  | 8           | 2007/08, 2009/10, 2011/12, 2017/18, 2018/19, 2019/20, 2020/21, 2021/22 |
| Венус Букурешт            | 8           | 1919/20, 1920/21, 1928/29, 1931/32, 1933/34, 1936/37, 1938/39, 1939/40, |
| Арад                      | 6           | 1946/47, 1947/48, 1950, 1954, 1968/69, 1969/70 |
| Чинезул Темишвар          | 6           | 1921/22, 1922/23, 1923/24, 1924/25, 1925/26, 1926/27 |
| Универзитатеа Крајова     | 4           | 1973/74, 1979/80, 1980/81, 1990/91 |
| Рипенсија Темишвар        | 4           | 1932/33, 1934/35, 1935/36, 1937/38 |
| Рапид Букурешт            | 3           | 1966/67, 1998/99, 2002/03 |
| Петролул Плоешти          | 3           | 1957/58, 1958/59, 1965/66 |
| Аргеш                     | 2           | 1971/72, 1978/79 |
| Колентина Букурешт        | 2           | 1912/13, 1913/14 |
| Олимпија Букурешт         | 2           | 1909/10, 1910/11 |
| Фарул                     | 1           | 2022/23 |
| Виторул                   | 1           | 2016/17 |
| Астра                     | 1           | 2015/16 |
| Оцелул                    | 1           | 2010/11 |
| Униреа Урзичени           | 1           | 2008/09 |
| Орадеа                    | 1           | 1948/49 |
| Униреа Букурешт           | 1           | 1940/41 |
| Ресита                    | 1           | 1930/31 |
| Јувентус Букурешт         | 1           | 1929/30 |
| Колтеа Брашов             | 1           | 1927/28 |
| Прахова Плоиешти          | 1           | 1915/16 |
| Романо-Американо Букурешт | 1           | 1914/15 |
| Јунајтед Плоешти          | 1           | 1911/12 |

## УЕФА ранг листа националних лига за 2010/11. годину
- 11  Грчка лига
- 12  Данска лига
- 13  Белгијска лига
- 14  Румунска лига
- 15  Шкотска лига
- 16  Израелска лига
- 17  Чешка лига